# Ly49
Ly49 je rodina membránových lektinům typu C podobných (lektin-like) receptorů exprimovaných hlavně na NK buňkách, ale také na dalších buňkách imunitního systému (CD8+ a CD3+ T lymfocyty, intestinální epiteliární lymfocyty (IELs), NKT buňky, uterinní NK buňky, makrofágy nebo dendritické buňky). Jejich hlavní rolí je rozpoznání a odlišení vlastních zdravých buněk a infikovaných nebo jinak poškozených buněk pomocí vazby na MHC glykoproteiny I. třídy. Rodina Ly49 je kódována skupinou genů Klra, která zahrnuje geny převážně pro inhibiční, ale také aktivační receptory. Inhibiční Ly49 receptory hrají roli v rozpoznání vlastních buněk a tím při udržení tolerance vůči vlastním tkáním a bránění vzniku autoimunit potlačením aktivace NK buněk. Na druhou stranu aktivační Ly49 receptory rozpoznávají proteiny na rakovinných nebo buňkách infikovaných viry (induced-self teorie) a signalizují při nedostatku nebo abnormální expresi MHC I molekul (missing-self teorie), což aktivuje produkci cytokinů a cytotoxické vlastnosti NK a dalších imunitních buněk.
Ly49 receptory jsou exprimovány na buňkách některých savců včetně hlodavců, dobytka i některých primátů, ale nejsou u lidí. V lidském genomu byl nalezen pouze jeden gen pro Ly49 receptor, KLRA1P (LY49L), ale jedná se o nefunkční pseudogen. Nicméně stejnou funkci u lidí zastávají receptory KIR (killer cell imunoglobulin-like receptors). Mají odlišnou strukturu, ale také vážou MHC I molekuly a zahrnují inhibiční (především) i aktivační receptory.

## Funkce

### Role u NK buněk
NK buňky zabíjejí buňky infikované viry nebo jinak abnormální buňky, a proto musí mít přesně regulovaný systém rozpoznání vlastních buněk, aby zabránily jejich zničení. Na svém povrchu exprimují několik typů inhibičních a aktivačních receptorů včetně receptorů z rodiny Ly49, které jsou důležité pro „licencování“ NK buněk, antivirovou a protinádorovou imunitní odpověď. Každá z těchto funkcí je popsána níže. 
NK buňky jsou aktivované, když signály z aktivačních receptorů převáží signály z inhibičních. To může nastat, pokud aktivační receptory rozpoznají virové proteiny prezentované na povrchu infikované buňky (induced-self teorie). Některé aktivační Ly49 receptory se adaptovaly, aby rozpoznaly specifické virové proteiny; např. Ly49H váže glykoprotein m157 produkovaný myším cytomegalovirem (MCMV). Myší kmeny bez Ly49H jsou více náchylné na MCMV infekci. Navíc u Ly49 pozitivních NK buněk byly pozorované vlastnosti MCMV specifických paměťových buněk, které lépe reagují na opakované MCMV infekce.
Dalším příkladem aktivace NK buněk je rozpoznání nádorových buněk, které přestaly exprimovat MHC molekuly I. třídy, aby se vyhnuly cytotoxickým T lymfocytům. To ale způsobí, že inhibiční receptory NK buněk nedostávají signál, a buňka je tím aktivována, jak popisuje missing-self teorie.
Aby byly NK buňky plně funkční a měly cytotoxickou aktivitu, potřebují především během svého vývoje přijmout signál od vlastních MHC I molekul na inhibičních receptorech Ly49 (KIR u člověka). Tento edukační proces brání, aby byly NK buňky autoreaktivní. Yokoyama a kolegové ho nazvali „NK cell licencing“ (licencování NK buněk). Když inhibičním receptorům NK buněk chybí během vývoje signál od vlastních MHC I molekul, jsou nelicencované (needukované) a na stimulaci aktivačních receptorů nereagují. Tento hyporesponzivní stav ale není definitivní a NK buňky mohou být re-edukovány. Navíc se ukazuje, že needukované buňky mohou být aktivovány během některých akutních virových infekcí nebo některými nádory a při tom působit účinněji než edukované buňky.

## Typy receptorů

### Inhibiční receptory
Inhibiční Ly49 receptory hrají roli v „licencování“ NK buněk a jsou důležité pro rozpoznání a navození tolerance k vlastním buňkám.
Stimulace inhibičních receptorů vede k fosforylaci ITIM motivu (immunoreceptor tyrosine‐based inhibitory motif), který je lokalizovaný na cytoplazmatické části těchto receptorů. Na fosforylovanou Ly49 molekulu se naváže SH2 (src homology 2) doména zahrnující proteinovou fosfatázu SHP-1, která defosforyluje ITIM, čímž brání aktivaci NK buňky.
Mezi inhibiční receptory patří Ly49A, B, C, E, G a Q.

### Aktivační receptory
Aktivační receptory jsou důležité pro antivirovou a protinádorovou imunitu. 
Aktivační receptory signalizují prostřednictvím ITAM motivů (immunoreceptor tyrosine-based activation motif), které jsou součástí asociované molekuly DAP-12 navázané prostřednictvím argininu na transmembráně části Ly49. Po stimulaci receptoru a fosforylaci ITAMu se aktivuje SH2 doména s proteinovou kinázou, čímž začíná signalizační kaskáda vedoucí k aktivaci NK buňky. 
Mezi aktivační receptory patří Ly49D, H a L.